# Slovenci u Hrvatskoj
Slovenci u Hrvatskoj (slovenski: Slovenci na Hrvaškem) su jedna od 22 priznate nacionalne manjine Hrvatske.
Prema posljednjemu popisu stanovništva iz 2011. godine u Hrvatskoj živi 10.517 Slovenaca, od čega najviše u Gradu Zagrebu

## Kultura
U Karlovcu pri Gradskoj knjižnici "Ivan Goran Kovačić" djeluje Središnja knjižnica Slovenaca u Hrvatskoj.

## Udruge
- Kulturno-prosvjetno društvo Slovenski dom, Zagreb
- Kulturno-prosvjetno društvo Slovenski dom Bazovica, Rijeka
- Slovensko kulturno društvo Triglav, Split
- Društvo Slovenaca Dr. France Prešeren, Šibenik
- Slovensko kulturno društvo Lipa, Dubrovnik
- Slovensko kulturno društvo Lipa, Zadar
- Slovensko kulturno društvo Istra, Pula
- Slovensko kulturno umjetnicko društvo Snežnik, Lovran
- Društvo slovenaca Labin, Labin
- Kulturno društvo Slovenski dom Karlovac, Karlovac
- Slovensko kulturno društvo Stanko Vraz, Osijek
- Slovensko kulturno društvo "Oljka", Poreč

## Poznate osobe
Poznati Slovenci u Hrvatskoj i osobe sa slovenskim podrijetlom.
- Stanko Vraz
- Antun Mahnić, biskup Krčke biskupije[5]
- Josip Srebrnić, biskup Krčke biskupije[5]
- Franjo Ravnik, svećenik i hrvatski preporoditelj[5]
- Danko Plevnik
- Josip Križaj
- Josip Broz
- Žarko Dolinar
- Jerko Bezić, hrv. akademik i etnomuzikolog
- Jože Pogačnik, hrv. književni povjesničar
- Jagna Pogačnik, hrv. književna kritičarka
- Ivan Snoj
- Iztok Puc
- Dragan Holcer
- Josip Bobi Marotti, glumac
- Ivan Benigar
- Ivan Benigar (matematičar i fizičar)
- Aleksa Benigar
- Davorin Rudolf[6]
- Pero Kvrgić (po ocu Srbin, po majci Slovenac)[7]
- Miroslav Blejc, hrvatski prvak u motokrosu[8][9]
- Ambroz (Janez) Testen, hrvatski slikar i franjevac (rođen u Sloveniji, živio u Hrvatskoj)[10][11][12]
- Anton Dolenc, hrvatski elektrotehnički stručnjak, inženjer elektrostrojarstva i izumitelj
- Ivan Jazbinšek, hrvatski nogometaš i nogometni trener
- Karl Gorinšek, hrvatski političar, politolog i vojni zapovjednik
- Ivan Kosirnik, hrvatski liječnik i športski djelatnik
- Vasilije Jordan, hrvatski slikar[13]
- Joža Blažič, hrv. fizioterapeut, u slavnoj momčadi KK Splita
- Franc Ancelj, slovensko-hrvatski arhitekt, urbanist i publicist
- Josip Završnik, hrv. jezikoslovac i polihistor
- Josip Grašić, slovensko-hrvatski katolički svećenik, hrvatski preporoditelj u Istri, kulturni djelatnik
- Matija Gubec, vodja slovensko-hrvatskog kmečkog upora
- Janez Strašek, katolički svećenik, mučenik
- Stjepan Cek, katolički svećenik, župnik u Lanišću u vrijeme mučeništva bl. Miroslava Bulešića
- Vitomir Belaj, etnolog

## Vanjske poveznice
- Savez Slovenskih društava u Hrvatskoj  Arhivirana inačica izvorne stranice od 7. veljače 2009. (Wayback Machine)